# Ладный (сторожевой корабль)
«Ла́дный» — сторожевой корабль проекта 1135, состоявший на вооружении ВМФ СССР и в настоящее время состоящий на вооружении Черноморского флота России. 
Входит в состав 30-й дивизии надводных кораблей ЧФ. С февраля 2022 года старейший боевой корабль в строю ВМФ РФ. 

## История строительства и ремонтов
Сторожевой корабль «Ладный» был зачислен в списки кораблей 17 февраля 1978 года и 25 мая 1979 года заложен на стапеле ССЗ «Залив» в Керчи (заводской номер № 16). Спущен на воду 7 мая 1980 года, вступил в строй 29 декабря 1980 года и 25 февраля 1981 включён в состав Черноморского флота.
По состоянию на 2013 год проходил ремонт 13-м судоремонтном заводе в Севастополе. Начало ходовых испытаний запланировано на август 2014 года.
За 18 месяцев нахождения в заводе на корабле были проведены серьёзные работы по ремонту всего корпуса, помещений и технических средств. За этот период дважды был проведён доковый ремонт, в результате которого подводная и надводная части корпуса были приведены в надлежащее состояние. Кроме того специалисты завода выполнили частичную модернизацию радиотехнических средств корабля, благодаря которой расширились его возможности. На флотском арсенале была проведена диагностика и местами замена артиллерийского и противолодочного вооружения.

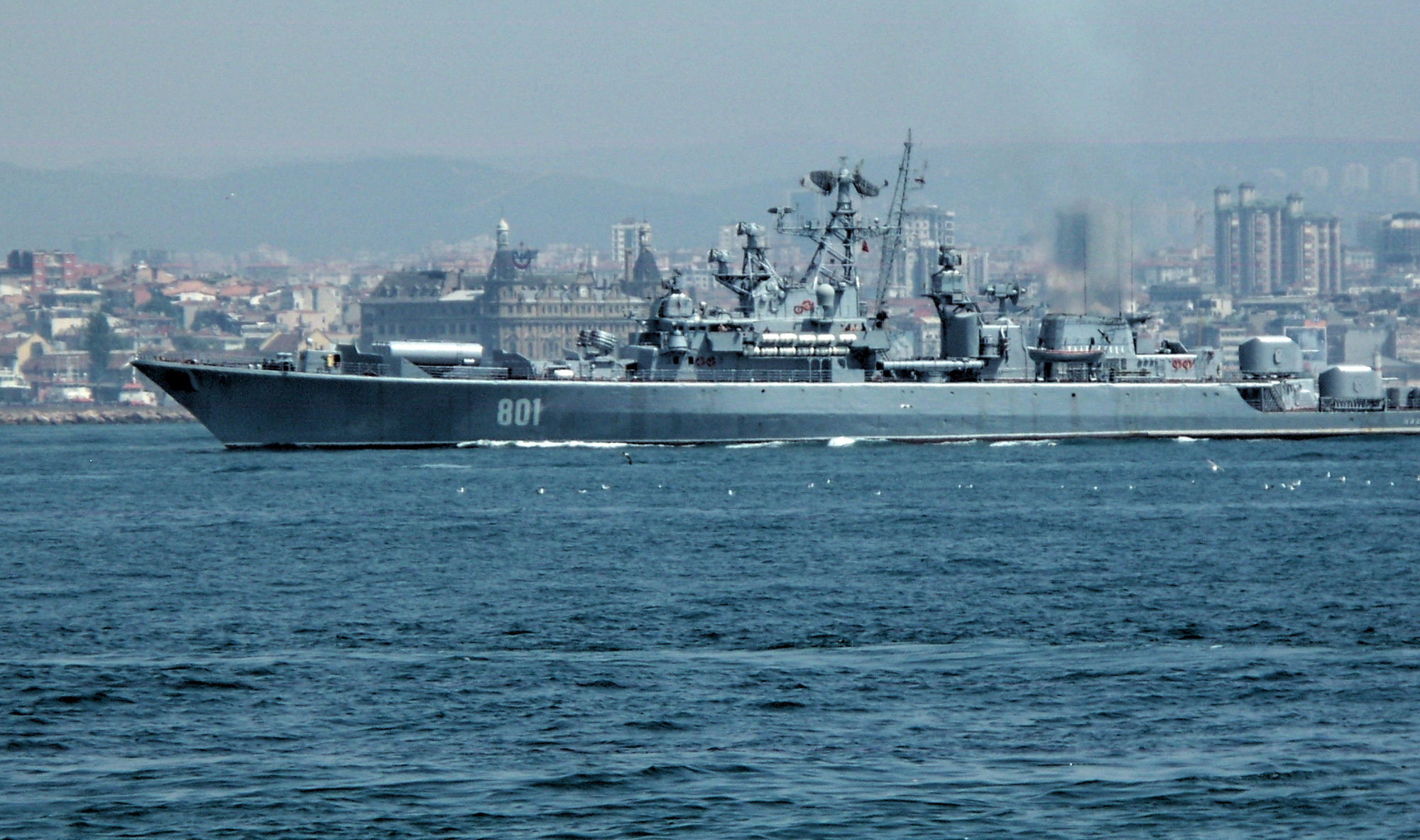
Фрегат «Ладный», пересекающий Босфор (2015)

По состоянию на 19 декабря 2014 года СКР «Ладный» завершил первый выход в море после ремонта.
В конце 2016 года начался демонтаж газовых турбин с выведенного из боевого состава после пожара 2014 года БПК пр. 1134-Б «Керчь», с целью установки их на СКР «Ладный», маршевые двигатели которого исчерпали свой ресурс.
Ремонт планировалось завершить в мае 2020 года, но позже сроки ввода корабля в строй были перенесены на 2021 год. 7 апреля 2021 года вышел на морской полигон боевой подготовки из Севастополя после завершения плановых ремонтных работ на судоремонтном предприятии.

## Служба
- 7 — 10 августа 1981 года — визит в Варну (Болгария);
- Июнь-Ноябрь1986 года — боевой поход в Средиземное море, охрана территориальных вод Сирии, заход в порт Тартус.
- Май — октябрь 1987 года — охрана судоходства и организация конвоев гражданских судов в Персидском заливе во время ирано-иракской войны[5];
- Ноябрь 1989 года — Май 1990 года — боевой поход в Средиземное море в составе группы кораблей СКР «Пытливый», СКР «Разительный», Ракетный крейсер «Слава». Заход в порты Тобрук (Ливия), Тартус (Сирия). СКР «Пытливый» и Ракетный крейсер «Слава» отделились от группы и направились для обеспечения 2 декабря 1989 года на рейде Ла-Валлетты (о. Мальта) рабочей встречи Генерального секретаря ЦК КПСС М. С. Горбачёва с президентом США Дж. Бушем-старшим. СКР «Разительный» из-за неисправности в декабре 1989 года вернулся в Севастополь.
- 18 — 22 июля 1996 года — визит в Пирей (Греция);
- 1994 год — участие в совместных учениях с кораблями ВМС стран НАТО;
- 8 мая 1995 года — участие в международном морском параде в Санкт-Петербурге, посвящённом 50-летию Победы в Великой Отечественной войне.
- 2005—2006 годы — плановый ремонт в Туапсе;
- Август 2007 года — участие в совместной со странами НАТО антитеррористической операции «Активные усилия» — осуществлял контроль над судоходством в районе Суэцкого канала[6];
- Август 2007 года — визит на базу ВМС Турции Акзас-Карагач.
- 7 августа 2009 года — отряд боевых кораблей Черноморского флота в составе больших десантных кораблей «Азов», «Ямал», «Новочеркасск» и сторожевого корабля «Ладный» осуществляет межфлотский переход по маршруту Севастополь — Балтийск для участия в учениях «Запад-2009», в которых также задействованы вооруженные силы Белоруссии.
- 17 августа 2009 года — освобождение захваченного пиратами сухогруза Arctic Sea в районе Кабо-Верде[7][8][9].
- Декабрь 2011 года — поход вместе с кораблями Балтийского и Северного флотов к берегам Сирии (по данным СМИ) для защиты российской военной базы в городе Тартус от возможного удара.[10]
- 2013—2014 годы — средний ремонт в Севастополе
- По состоянию на 23 декабря 2014 года вошёл в состав сил постоянной готовности.
- 6 февраля 2015 года направился в Средиземное море и войдёт в состав постоянного соединения Военно-Морского Флота России в Средиземном море.[11]
- 21 апреля 2015 года зашёл в Лимасол для пополнения запасов[12]
- 6 мая 2015 года зашел в Лимасол.
- с 17 по 21 мая 2015 года принял участие в российско-китайских учениях в Средиземном море «Морское взаимодействие—2015»
- 26 мая 2015 года вернулся из Средиземного моря в Севастополь.[13]
- 26 июля 2015 года на праздновании дня Военно-морского флота в Севастополе корабль производил стрельбу из универсального ракетного комплекса УРПК-5 «Раструб» по имитированной цели, при запуске ракета практически сразу развалилась в воздухе и упала в море всего в нескольких сотнях метров[5][14].
- 3 июня 2015 года был обнаружен фрегатом украинских ВМС «Гетман Сагайдачный» в Чёрном море вблизи территориальных вод Украины, где вёл радиотехническую разведку на пути движения гражданских судов, чем «представлял угрозу безопасности судоходства»[15]. Дежурные силы ВМС Украины были приведены в повышенную степень готовности — в море вышли ракетный катер «Прилуки», тральщик «Геническ», с воздуха за происходящим наблюдал вертолёт Ми-14 морской авиационной бригады[16]. Государственная пограничная служба Украины дополнительно направила в море корабль морской охраны «Николаев». После этих действий «Ладный» развернулся и отправился в обратном направлении[17].
- сторожевой корабль отслеживал начавшиеся 31 августа 2015 года ежегодные многонациональные военно-морские манёвры Sea Breeze[укр.]-2015 в акватории Чёрного моря с участием кораблей США и Украины.[18]
- сторожевой корабль в феврале 2016 года участвовал во внезапной проверке войск Южного военного округа.
- с 5 мая по 10 июня 2016 года совершил дальний поход в Средиземное море.[19]

## Призы и награды
- 1991 — приз ГК ВМФ по противолодочной подготовке (в составе КПУГ)
- 1993 — приз ГК ВМФ по противолодочной подготовке (в составе КПУГ)
- 1994 — приз ГК ВМФ по артподготовке (в составе КПУГ)

## Командиры
- капитан 2 ранга Андрей Дмитриев;
- капитан 2 ранга Александр Шварц;
- капитан 2 ранга Олег Ярославович Князев;
- капитан 2 ранга Антон Величко;
- -капитан 2 ранга Сергей Арешкин;
- -капитан 2 ранга Павел Юганцев;
- -капитан 2 ранга Виктор Смирнов[20].